# Sharon Carter
Sharon Carter, também conhecida como Agente 13 é uma personagem fictícia que aparece nas histórias em quadrinhos publicadas pela Marvel Comics. Ela é uma (ex) agente de da S.H.I.E.L.D., e o principal interesse amoroso do Capitão América.
Na continuidade original dos quadrinhos, Sharon era a irmã mais nova de Peggy Carter, o interesse amoroso do Capitão América na Segunda Guerra Mundial. Ela foi posteriormente retconizada como a sobrinha-neta de Peggy.

## História
Sharon Carter é filha de Harrison e Amanda Carter, dois ricos de Virgínia nos Estados Unidos.
No Universo Cinematográfico Marvel, ela é citada como sendo a sobrinha de Margaret "Peggy" Carter, uma heróica lutadora da liberdade durante a Segunda Guerra Mundial, que compartilhou muitas aventuras com o grande herói Capitão América, antes do final da guerra. Quando Peggy voltou para casa precisando de hospitalização devido a um choque traumático, a Peggy contou à sobrinha Sharon muitas histórias envolvendo o Capitão América.

### SHIELD
Inspirada pelos contos e façanhas de sua tia, Sharon decidiu se tornar uma agente da SHIELD, a agência internacional de espionagem. Em sua primeira missão principal, Sharon Carter,  com o codinome Agente 13, foi escolhida para pegar um cilindro contendo o poderoso explosivo chamado Inferno-42 de um agente da SHIELD que o roubou da organização chamada THEM, o corpo governante da organização subversiva Hydra. Por coincidência, o próprio Capitão América (Steve Rogers), viu Carter em seu caminho para receber o cilindro e ficou impressionado com sua semelhança com sua tia Peggy. No entanto, Rogers não tinha ideia de quem era Sharon Carter, e de seu parentesco com Peggy.
Logo depois, Sharon Carter foi atacado pelo mercenário fantasiado Batroc, que havia sido contratado pela THEM para recuperar o cilindro. Como Capitão América, Rogers foi em ajuda de Sharon, e, enquanto ele e Batroc lutavam entre si, Carter fugiu com o cilindro, sem saber que seu invólucro havia sido danificado, ativando o explosivo dentro. Aprendendo com Batroc que ela era uma agente da SHIELD, o Capitão América foi atrás dela, e conseguiu salvar sua vida, impedindo a THEM de fazer uso do explosivo.
O Capitão América continuou a cruzar com Carter enquanto os dois se aventuravam, apenas conhecendo-a como Agente 13 na época. Em uma aventura, o Capitão América a resgatou do grupo subversivo IMA (Idéias Mecânicas Avançadas), e então dois se apaixonaram profundamente um pelo outro. Depois de uma missão posterior derrubar o robô conhecido como "Quarto Hibernante" que foi ativado pelo Caveira Vermelha, Carter foi autorizado pela SHIELD a revelar sua identidade secreta ao Capitão América. Assim, os dois consolidam a relação amorosa e permaneceram aliados em muitas missões subsequentes.

### Força Feminina
Carter ajudou a formar e liderar a chamada Força Feminina da SHIELD, um esquadrão feminino de agentes, que provou-se muito eficaz no combate à vilãnia. Logo depois isso, Sharon pediu demissão da SHIELD para tirar férias e passar mais tempo com Steve Rogers. Ela não voltou ao serviço ativo por algum tempo.
Durante este período, o Capitão América soube que a tia de Sharon era Peggy Carter, a mulher que ele amou durante a Segunda Guerra Mundial. Mas Steve já havia superado Peggy, tendo encontrado o amor da sua vida em Sharon, não pela semelhança das duas, mas pela mulher e agente forte que Sharon se mostrou ser. Apesar do empecilho que impedia Steve e Sharon terem um relacionamento confortável, eles foram capazes de continuar seu trabalho e resgatam Peggy das garras do malvado Doutor Faustus.
Morte Aparente
Sharon foi designada para ser o contato da SHIELD com o Departamento de Polícia de Nova York, enquanto ambas as organizações investigavam o grupo subversivo chamado Força Nacional, que era secretamente controlado pelo Doutor Faustus. Carter foi dominada por um gás capaz ds influenciar a mente da vítima, criado por Faustus, que foi liberado durante um comício no Central Park, e foi sequestrada com as outras vítimas pelo "Grande Diretor", que também era o quarto Capitão América, William Burnside. Carter e outros membros do grupo foram forçados a marchar pelo Harlem, bairro de Nova Iorque, para queimá-lo. Quando confrontada pela Guarda Nacional e pelo Capitão América, a hipnotizada Sharon Carter (de acordo com as ordens dadas por Faustus) ativou um dispositivo de autodestruição em seu traje e foi considerada incinerada e morta com outros membros da manifestação. 
Mais tarde, foi revelado que a morte de Carter foi encenada pelo diretor da SHIELD, Nick Fury, para que Carter pudesse continuar a realizar uma missão ainda mais perigosa. No entanto, algo deu errado e Carter foi considerada morta pela SHIELD, e então, foi abandonada atrás das linhas inimigas. Sharon sobreviveu como uma guerrilheira, fazendo o que podia para sobreviver no que era o inferno para ela, criando um grande ressentimento contra Steve, Nick Fury, e quem mais poderia ter sido culpado por ela ter sido abandonada. Tempos depois, ela veria uma saída dali, uma saída que a obrigou a se aliar ao Caveira Vermelha. Junto do Caveira, Sharon salva Steve Rogers de sua morte, pois nessa época, o Soro do Super Soldado estava definhando o corpo de Steve. Após Steve receber uma transfusão do sangue do Caveira, que anteriormente havia transferido sua consciência para um corpo clonado de Steve, os três partem para completar o plano do Caveira, vendo-se obrigados, pois o que o vilão queria era impedir que a consciência de Hitler, que o Caveira prendeu no Cubo Cósmico, assumisse forma física. Temendo que Hitler pudesse se vingar do aprisionamento, o Caveira se une com os heróis para detê-lo, algo que se prova uma sucesso.
Anjo Caído
Tomando um tempo da presença de Steve Rogers, que ainda tem sentimentos fortes por ela, Sharon ainda deseja confrontar Nick Fury. Em sua procura por ele, Carter descobriu não apenas que Fury foi "morto" (pelo vigilante conhecido como o Justiceiro), mas que sua morte e funeral foram encenados. Carter secretamente foi atrás de dados secretos da SHIELD para investigar, apenas para ser perseguida pela agência e procurada por traição. Para evitar a captura, Carter foi forçada a escapar por um portal de energia que ela encontrou em um esconderijo abandonado da SHIELD. Lá, ela se encontrou em um território nazista durante a Segunda Guerra Mundial, onde encontrou Nick Fury.
Ao se desentender com Fury de início, os dois acalmam os animos, e Fury explica que encontrou documentos que questionavam o destino de seu antecessor, o diretor da SHIELD de codinome Anjo Caído, que ele acreditava ter sido morto por agentes de Hydra. Na verdade, ele foi abandonado pela SHIELD depois que Hydra o sequestrou. Fury começou a rastrear o Anjo Caído, mas como a situação era politicamente volátil, Fury desviou a atenção de sua investigação ao encenar sua própria morte. Sua busca o levou ao "Backslide", um projeto SHIELD supostamente abandonado que criou um portal a partir de um Cubo Cósmico. No final das contas, o Anjo Caído esperava que Fury pudesse usar o portal para voltar no tempo, impedir que a SHIELD fosse formada e, assim, obter vingança por seu abandono. Fury discordou e ele e o Anjo Caído lutaram. Os dois acabaram viajando pelo portal, o que não levou de volta no tempo, mas apenas criou uma realidade baseada nas memórias de guerra dos dois soldados. Anjo Caído tirou sua própria vida e Fury foi deixado, preso, lutando em uma guerra sem saída por meses.
A presença de Carter permitiu que a realidade do Backslide mudasse, oferecendo uma saída. Sharon resolve não se vingar mais de Fury, e juntos, eles lutam para se libertar, já que do outro lado do portal os agentes da SHIELD estavam prestes a destruí-lo, já que Fury era o único que poderia abri-lo. Carter e Fury conseguiram escapar momentos antes da destruição do portal, embora Fury tenha desaparecido na explosão. 

### Voltando à SHIELD
Logo depois, Carter se alistou novamente na SHIELD. Sharon foi Diretora Executiva da SHIELD durante a ausência de Nick Fury, se tornando a primeira mulher diretora da SHIELD. Após um tempo, Fury toma a direção na agência de forma forçada, e Sharon se torna uma agente de campo mais uma vez, reportando-se diretamente ao novo Diretor Executivo como uma oficial de ligação especificamente designada para apoiar e relatar as atividades do Capitão América. Sharon e Steve não haviam se acertado desde a volta de sua suposta morte, pois ela se via confusa sobre seus sentimentos por Steve. O Capitão América e Carter voltaram a trabalhar juntos e permaneceram próximos, trocando farpas pelo passado. E quando uma série de fatores começa a revirar a cabeça de Steve Rogers, O Caveira Vermelha é encontrado morto com um rombo no peito, causado por um tiro. Eles então reunem pistas e começam uma investigação sobre Alexander Lukin, um empresário com sede de poder que estava em posse do Soldado Invernal, levando à  revelação de que o mesmo era o amigo de Steve, o herói conhecido como Bucky, supostamente morto na Segunda Guerra. Bucky teria sofrido lavagem cerebral todos esses anos para agir como uma arma na Guerra Fria. Lukin queria estar em posse do Cubo Cósmico, e por isso ordenou o assassinato do Caveira, mas o vilão, sabendo que algo parecido poderia acontecer, conseguiu utilizar o Cubo para transferir sua mente para a de Lukin. Após os heróis terem contato com o Cubo e com Steve tendo tirado Bucky daquela situação, e sabendo que seu amigo estava vivo, Steve beija Sharon de felicidade, e reacende o romance entre os dois.

### Morte do Capitão América
Após a conclusão da Guerra Civil, a Agente 13 encontrou-se como um peão do Doutor Faustus e do Caveira Vermelha. Steve Rogers ter se rendeu às autoridades por ver o estrago feito na cidade por sua batalha contra a equipe pró-registro, e então, tendo se disfarçado como psicólogo de Sharon, e usando a sua experiência em hipnose, Faustus implantou e ativou um comando subconsciente na mente de Sharon, forçando-a a atirar e matar o Capitão América.
Sem conseguir contar a ninguém sobre o que foi obrigada a fazer, por causa do comando a impedir Sharon, ela pensou sobre o que devia fazer. Em determinado momento, ela acabou descobrindo que estava grávida, e o filho era de Steve Rogers. Sharon viria a ser sequestrada pelo Caveira Vermelha, e então ela tentou esconder a gravidez, mas ele finalmente descobriu e planejava usar seu filho para seus próprios fins. Enquanto lutava contra sua lavagem cerebral, Sharon conseguiu liberar o parceiro de Steve, Bucky, também conhecido como Soldado Invernal, que havia sido igualmente capturado na situação.
Sharon,  vagando pelas instalações do vilão, logo encontrou o que acreditava ser Steve, vivo. No entanto, olhando mais de perto, ela percebeu que era o Capitão América dos anos 50, o Grande Diretor, William Burnside. Burnside havia supostamente se suicidado em uma história anterior, mas vemos agora que o explosivo que usou para fazer isso não funcionou desta forma, deixando apenas uma grande cicatriz de seu pescoço ao tórax, um lado queimado, um "burn side." Recusando-se a permitir que tal abominação vivesse, Sharon tentou matá-lo. No entanto, Aleksander Lukin, cujo corpo o Caveira Vermelha estava habitando, a impediu dando-lhe um choque. Ela foi então levada para uma enfermaria médica. Eventualmente, ela conseguiu escapar e levar a filha do Caveira, Pecado, como refém. No entanto, uma briga entre elas resultou em Sharon sendo esfaqueada no estômago e perdendo seu bebê. Dr. Faustus a ajudou, reativando seu dispositivo de rastreamento e fazendo-a esquecer de estar grávida. Quando a SHIELD atacou o complexo, Arnim Zola levou Sharon a um dispositivo que o Caveira adquiriu de Doutor Destino, que parecia estar criando a imagem de um homem à frente de todos. Sharon usa toda a sua força e consegue lutar contra o procedimento, escapando de onde estava e se armando, assim conseguindo matar Lukin. Após isso ela foi resgatada pelo Falcão.
Depois de investigar a fundo e descobrir que a arma que matou Rogers não era uma arma de verdade, mas um dispositivo feito para deslocá-lo a tempo, Sharon obteve a ajuda de Hank Pym e Reed Richards para trazê-lo de volta, levando-a a ser capturada por Norman Osborn e o Caveira Vermelha, que habitava um corpo robótico de Arnin Zola. Depois que os cientistas descobrem que havia uma ligação poderosa entre Sharon e Steve, eles usam isso para trazer o Capitão América de volta. Nisso, ocorre uma grande batalha, e o Caveira fica prestes a fugir. Nisso, Sharon utiliza uma tecnologia para que o Caveira cresça ficando gigante. Sendo então facil de ver, ela o bombardeia com as armas da nave em que se encontrava, acabando com o Caveira, por enquanto, e desfigurando Pecado no processo.

### Era Heróica
Depois disso, Sharon Carter reacendeu mais uma vez seu relacionamento romântico com Steve Rogers, e serviu como parte da equipe de Vingadores Secretos de Steve Rogers, que resolveu deixar o manto de Capitão com Bucky. Sharon e Steve mais tarde compareceriam ao funeral de Peggy Carter, e os dois lutariam contra a nova ameaça do Codinome: Bravo, Rainha Hydra e Barão Zemo.
Dimensão Z
Após cumprir a missão, Sharon, como nunca tímida com seus pensamentos, propôs um casamento a Steve Rogers. Infelizmente, antes que ele pudesse responder, ele entra em um metro e é sequestrado por Arnin Zola, ficando preso na Dimensão Z por anos. Carter finalmente encontrou uma maneira de resgatar Steve. No entanto, para salvar o Capitão e evitar que um exército alienígena de mutantes de Arnim Zola deixasse a Dimensão Z e infectasse o mundo, Sharon se sacrificou. Ela supostamente morre em uma explosão gigantesca que teria armado na base do vilão.
Por meios não revelados, Sharon sobreviveu e permaneceu na Dimensão Z, onde o tempo passou mais rápido do que o mundo normal, fazendo com que ela envelhecesse rapidamente em comparação com o mundo normal. Ela criou Ian Zola, o filho que Steve havia adotado no seu tempo na dimensão Z, como seu próprio filho, levando-o a se referir a ela como sua mãe. Quando Zola voltou para atacar Nova York, Falcão, Steve e Jet Black, irmã de Ian, descobriram que Sharon estava viva, mas no cativeiro do vilão. Ela foi posteriormente resgatada por Ian e retornou ao mundo normal.

### Diretora da SHIELD
Após o fiasco na prisão secreta sobre-humana de Pleasant Hill , que foi indiretamente causado pela Diretora da SHIELD Maria Hill, devido ao uso de um Cubo Cósmico como a força motriz por trás da referida instalação, Sharon Carter foi nomeada diretora interina da organização, enquanto Hill esperava para julgamento por seus crimes. Hill foi considerada culpado, e o Capitão América tentou convencer o Conselho de Segurança Mundial a tornar Sharon a nova diretora. No entanto, este evento ocorreu ao mesmo tempo em que a SHIELD propôs um projeto de lei para receber mais poderes de vigilância civil, a fim de combater a crescente ameaça de Hydra. Por esta razão, Sharon recusou a oferta final do conselho, tendo decidido que a quantidade adicional potencial de poder nas mãos da SHIELD exigia que seu líder fosse uma pessoa em que todos pudessem confiar. Por esse motivo, ela incentivou Steve a assumir o papel de diretor. 

### Império secreto
Quando Carter encorajou Steve a se tornar o líder da SHIELD, ela não sabia que Steve havia sido transformado em um agente adormecido Hydra pela sensível Kobik, o Cubo Cósmico consciente com a mentalidade de uma criança, que foi manipulada pelo então vivo novamente, Caveira Vermelha.  Steve usou sua posição na SHIELD para criar uma série de crises que permitiram que ele e Hydra assumissem o controle dos Estados Unidos. O Steve da Hydra mantinha sentimentos reais sobre Carter, e não sendo capaz de convencê-la a se unir em seus ideias fascistas, ele a coloca em prisão domiciliar, a tratando com gentileza para que pudesse tentar convencê-la a se juntar à causa de Hydra novamente, e para que pudessem ficar juntos. Carter se recusou a se juntar a Hydra e não acreditava que o Steve antes dela fosse o verdadeiro Steve Rogers. Carter mais tarde se aproveitou da sua aproximação com ele, e tentou matar Rogers com uma faca de madeira, mas Rogers foi capaz de parar o ataque. Carter foi preso em uma cela de prisão que anteriormente detinha Rick Jones, que havia sido fuzilado como forma de exemplo e um recado aos opositores. 
Ainda querendo estar com Carter, Rogers ordenou ao Doutor Faustus que fizesse uma lavagem cerebral nela até que ela se tornasse um membro leal de Hydra. No entanto, Carter se tornou imune ao poder hipnótico de Faustus com treinamento, e agiu como se a lavagem cerebral de Faustus estivesse funcionando para que ela pudesse colocar um veneno em sua bebida. Depois de lidar com Faustus, Carter assumiu o controle dos Helicarriers da Hydra e os forçou a cair para ajudar o contingente de heróis que estava lançando um ataque desesperado a Hydra. 
Após o retorno do verdadeiro Capitão América por uma Kobik arrependida e a queda de Hydra, Sharon se reuniu com o Steve verdadeiro e o ajudou em suas missões. Mais tarde, ela foi recrutada pessoalmente pelo General Thunderbolt Ross para ajudá-lo a investigar uma série de ataques terroristas por um exército de clones de Bazuca. Nessa missão, Sharon é sequestrada, e nos é revelado que Alexa Lukin, esposa do falecido Alexander Lukin, planejou vingança contra Sharon pela morte do marido, e unida à Selene Gallio, as duas são capazes de roubar uma parte da alma de Sharon, sendo interrompidas pelo Capitão no meio do ato. Sem saber disto, Sharon continua a ajudar Steve, que agora, precisa provar-se inocente, já que foi acusado de assasinar General Ross. No meio disto tudo, Alexa consegue reviver Alexander...e isso traz o Caveira Vermelha com ele. 
Steve se entrega para que as coisas não piorem, e confia o escudo à Sharon, para que ela lide com as coisas no momento. Sharon então convoca as Filhas da Liberdade, um grupo secreto antigo formado apenas por mulheres, e atuais heroínas, e assim, elas planejam o resgate de Steve, que foi preso em uma prisão de segurança máxima, e na diretoria não estava ninguém menos que o Barão Strucker. As Filhas conseguem libertar Steve, e nos é revelado que a líder do grupo, a chamada Dríade, é Peggy Carter, de volta do mortos e rejuvenescida. Ela passa a ajudar secretamente sem que sua identidade fosse revelada a Steve. Sharon, ao decorrer, não concorda muito, mas não está disposta a contar um segredo que não é seu. Isso gera desentendimentos no casal Steve e Sharon, mas as coisas logo voltariam ao normal. Com a revelação de Peggy e a ajuda de Agatha Harkness, os heróis conseguem localizar e descobrir a fazenda de Selene, onde ela atraía homens com um culto sobre valores tradicionais. Eles também tomam conhecimento do roubo da alma de Sharon, e então, Steve, Bucky e Sam partem para recuperá-la, assim como para salvar o mundo de Selene, que se tornava cada vez mais poderosa, pois lá eles descobrem que Selene suga as almas das pessoas para sua Blood Marine, um artefato que a ajudaria a se tornar imortal. 
Vendo que deveriam intervir, os três partem para a luta, mas Selene é forte demais. Sharon, cansada dos outros lutando para protegê-la e salvá-la devido seu atual físico envelhecido e debilitado, resolve lutar, e vestindo a armadura Patriota de Ferro construída por Toni Ho, Sharon, Agatha Harkness e Shuri partem para a luta. Sharon, sabendo o que fazer, vai diretamente para cima de Selene, a faz gastar sua energia, fazendo com que Selene não consiga absorver mais da alma de Sharon, o que envelhece Selene fisicamente. Com a vilã vencida, ainda restava saber o que fazera Blood Marine. Shuri diz que a energia das pessoas ali dentro não poderia voltar para o lugar de origem. Nisso, Shuri usa a pedra para restaurar a juventude de Sharon, e aparentemente, isso também lhe dá habilidades novas. Sharon está restaurada, e pronta para a ação novamente. Resolvendo-se com Steve, os dois discutem como será o rumo da nova Sharon Carter, até que recebem o sinal das Filhas da Liberdade, e descobrem que elas foram capturadas pelo Caveira. Sharon, Steve e Bucky então partem para o resgate, e nisso, Sharon estreia a sua armadura própria, criada por Toni Ho.

## Habilidades
A Agente 13 foi treinada pela SHIELD e é uma excelente combatente corpo a corpo e atiradora.

### Nível de força
A Agente 13 possui a força humana normal para uma mulher de sua idade, altura e constituição física que pratica exercícios intensivos regulares.

### Fraquezas
- Parte de sua alma roubada: depois que ela foi capturada por Alexa Lukin e Selene, eles extraíram parte de sua alma e a prenderam dentro do Blood Marine. Ela foi capaz de recuperara  sua alma posteriormente, e Shuri, utilizando a energia da Blood Marine, fez Sharon se se tornar nova novamente.

### Equipamento
- Traje Especial: O traje branco que Sharon Carter pode ser vista usando na maioria de suas histórias após os anos 2000 foi desenvolvido por Tony Stark, e apresenta certa resistência a choques elétricos.

- Patriota de Ferro Modelo 3: Para lutar contra Selene e recuperar a parte de sua alma, Sharon usou o terceiro modelo da armadura Patriota de Ferro, criada por Toni Ho. Depois de recuperar com sucesso sua alma, a armadura foi desfeita no processo que a rejuvenesceu.

### Armas
A Agente 13 tinha acesso a uma ampla variedade de armas SHIELD convencionais e de alta tecnologia quando a agência ainda existia.

### Escudo de energia
Sharon Carter já possuiu um escudo de energia capaz de se assemelhar ao escudo redondo do Capitão América, assim como o triangular, um bastão, e uma variedade de outras armas. Ela entrega-lhe o escudo na fase expatriado, para ajudá-lo a recuperar a sua cidadania.

## Em outras mídias

### Desenhos animados
- Uma personagem muito parecida com Sharon Carter aparece em Spider-Man: The Animated Series. Ela é uma agente da S.H.I.E.L.D. anunciada como "Agente 1" ou "Agente X", dublada por Rachel Davies.

### Filmes
- Kim Gillingham interpretou Sharon no filme Capitain America. Nesta versão, ela não é uma agente da S.H.I.E.L.D., sendo apenas uma civil.

#### Universo Marvel Cinematográfico
A atriz Emily VanCamp interpreta Sharon Carter no Universo Marvel Cinematográfico.
- Em Capitão América: O Soldado Invernal (2014), a Agente 13 é enviada por Nick Fury para vigiar o Capitão América disfarçada como sua vizinha, Kate. Quando descobre que a integridade da S.H.I.E.L.D. está comprometida por agentes da HIDRA, Sharon luta com Brock Rumlow.
- Em Capitão América: Guerra Civil (2016), Sharon revela ser sobrinha de Peggy Carter. Ela também se torna uma aliada da equipe de Steve Rogers.
- Sharon vai aparecer na série da Disney+ intitulada de The Falcon and the Winter Soldier (2020).

## Ligações Externas
- «Sharon Carter» (em inglês). no Marvel.com